# Kåre Hovda
Kåre Hovda (ur. 24 stycznia 1944 w Veggli, zm. 13 lutego 1999 w Rødberg) – norweski biathlonista, brązowy medalista mistrzostw świata. Brat Kjella Hovdy.
Podczas mistrzostw świata w Mińsku w 1974 roku wspólnie z Terje Hanssenem, Kjellem Hovdą i Torem Svendsbergetem wywalczył brązowy medal w sztafecie. Zajął tam także dwunaste miejsce w biegu indywidualnym i siódme w sprincie. Brał również udział w igrzyskach olimpijskich w Sapporo w 1972 roku, gdzie był osiemnasty w biegu indywidualnym i czwarty w sztafecie.

## Osiągnięcia

### Igrzyska olimpijskie
| Rok  | Miejscowość | Konkurencje | Konkurencje | Konkurencje | Konkurencje | Konkurencje | Konkurencje | Konkurencje |
| Rok  | Miejscowość | IN          | SP          | PU          | MS          | RL          | MR          | SR          |
| ---- | ----------- | ----------- | ----------- | ----------- | ----------- | ----------- | ----------- | ----------- |
| 1972 | Sapporo     | 18.         | nd.         | nd.         | nd.         | 4.          | nd.         | –           |

### Mistrzostwa świata
| Rok  | Miejscowość | Konkurencje | Konkurencje | Konkurencje | Konkurencje | Konkurencje | Konkurencje | Konkurencje |
| Rok  | Miejscowość | IN          | SP          | PU          | MS          | RL          | MR          | SR          |
| ---- | ----------- | ----------- | ----------- | ----------- | ----------- | ----------- | ----------- | ----------- |
| 1974 | Mińsk       | 12.         | 7.          | nd.         | nd.         | 3.          | nd.         | –           |